# Termální pramen

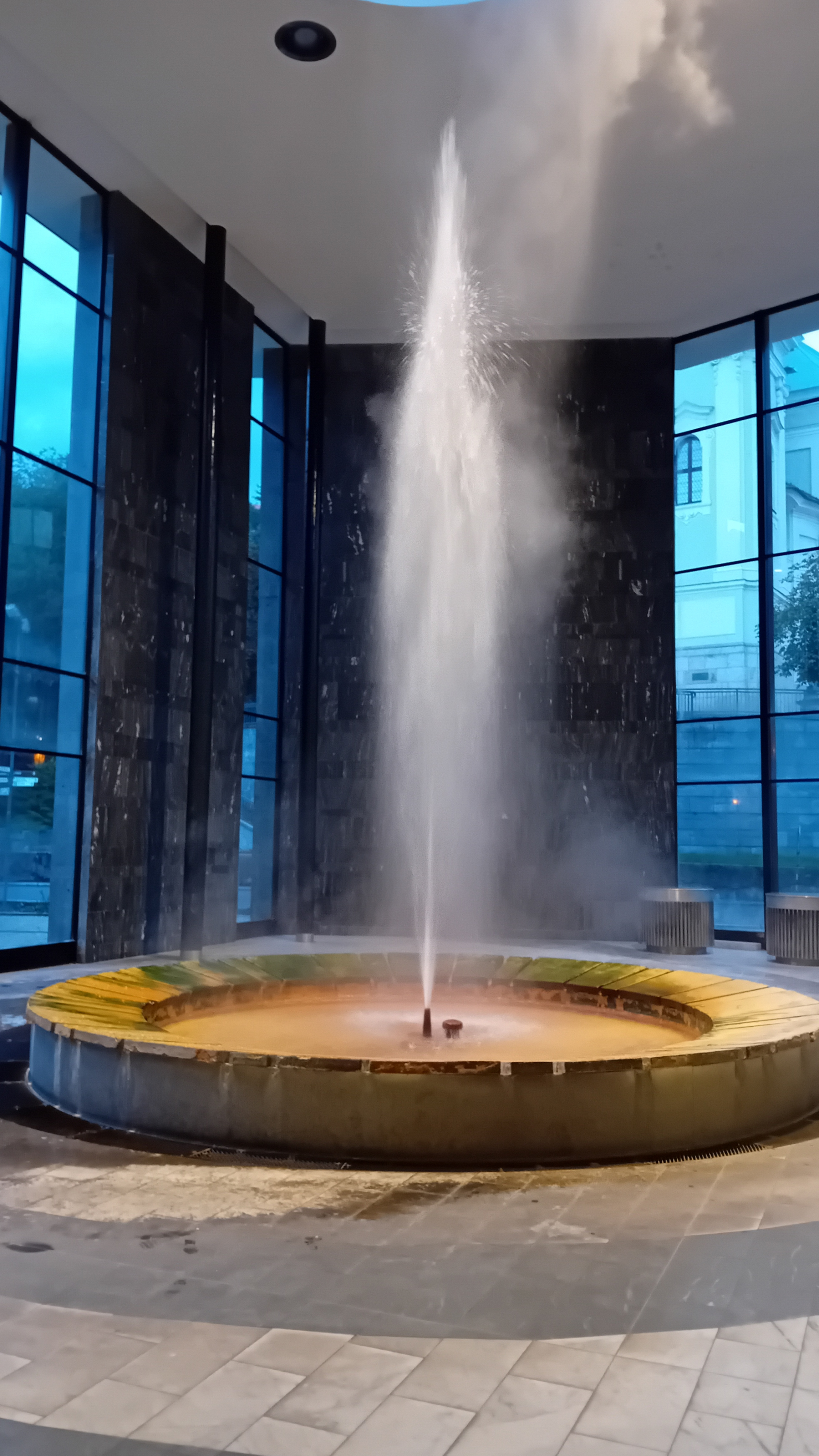
Minerální pramen Vřídlo v Karlových Varech. Kvůli ochlazování vody se minerální látky srážejí a tvoří načervenalou kamenitou vrstvu tzv. vřídlovce.

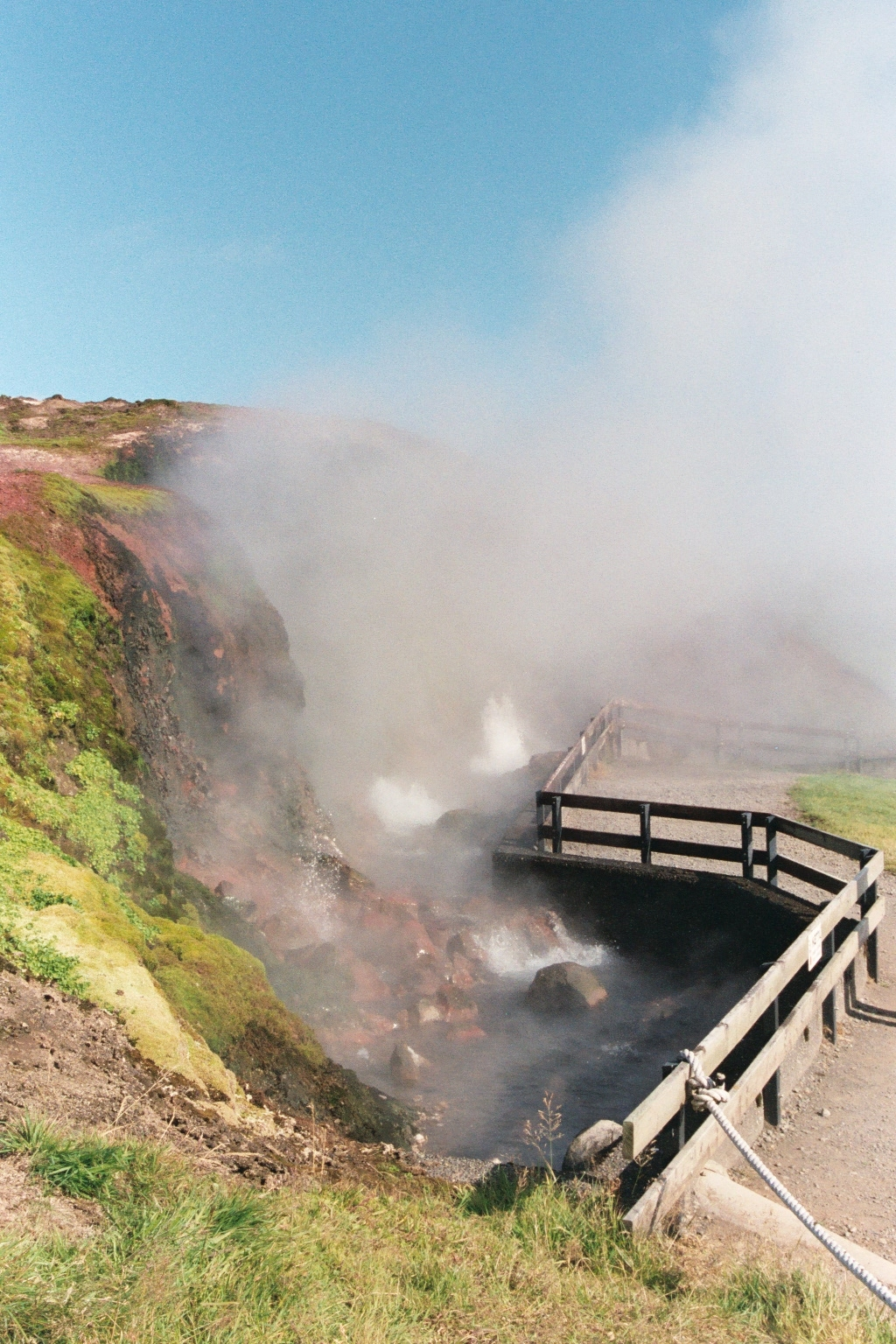
Termální pramen na Islandu

Termální pramen či horký pramen (tradičně českým také "teplice") je speciální druh pramenu, ze kterého vystupuje ohřátá voda často obohacená o minerální složky. Voda proniká puklinami do zemské kůry do značných hloubek, kde se vlivem tektonických poruch dostává do blízkosti magmatu, o který se ohřívá a vystupuje nahoru.

## Výskyt a využití
Teplota vody nedosahuje ale v případě termálního pramenu takové velikosti, aby umožňovala přeměnu na páru, čímž nedochází ke vzniku gejzírů, a ohřátá voda tak jen zvolna vytéká zpod povrchu. Ohřátá voda vytváří unikátní systémy, které se využívají pro vytápění či pro rekreaci. Nejznámější lokality pocházejí z Islandu, kde se lidé často koupají v horkých jezerech i přes studené okolní klima, a teplá voda je používána i pro vytápění chodníků.
Prameny byly pro své léčebné účinky využívány již od pradávna. Například v antickém Řecku v klasických lázních. Okolo termálních pramenů vznikaly lázeňské domy a později celá lázeňská města – například Teplice v Čechách a Karlovy Vary. Termální prameny se využívají  nejčastěji k léčbě onemocnění kůže, na kterou blahodárně působí minerální složení vody. 
Voda může být v některých oblastech mírně radioaktivní, což je způsobeno zejména rozpuštěným radonem (v menší míře pak i dalšími prvky). Léčebné účinky radioaktivity se využívají u velmi potentní vody v tzv. radonových lázních pro léčbu chorob pohybového ústrojí. Příkladem radonových lázní jsou např. lázně Jáchymov.
Termální prameny nejsou vázány pouze na suchozemské prostředí, ale vyskytují se i pod mořskou hladinou, kde se nazývají černí kuřáci. Vlivem poklesu teploty dochází ke srážení nasycené vody, minerální složky vytvářejí pevná tělesa, která tvoří různé komíny, terasy, či valy.
V Česku došlo po implementaci právního řádu Evropské unie, zejména Směrnice Evropského parlamentu a Rady 2008/54/ES ze dne 18. června 2009, k nahrazení starší normy ČSN 86 8000 vyhláškou 423/2001 Sb. z 20. listopadu 2001. Podle přílohy č. 1 k této vyhlášce se za termy (termální vody) považují přírodní minerální vody s teplotou vyšší než 20 °C. Podle teploty se člení na:
- vlažné – do 35 °C,
- teplé – do 42 °C,
- horké – nad 42 °C.[3]

### Symbolika
Termální pramen Vřídlo je Česku zobrazen např. na symbolech Karlovarského kraje.

## Galerie horkých pramenů v Japonsku

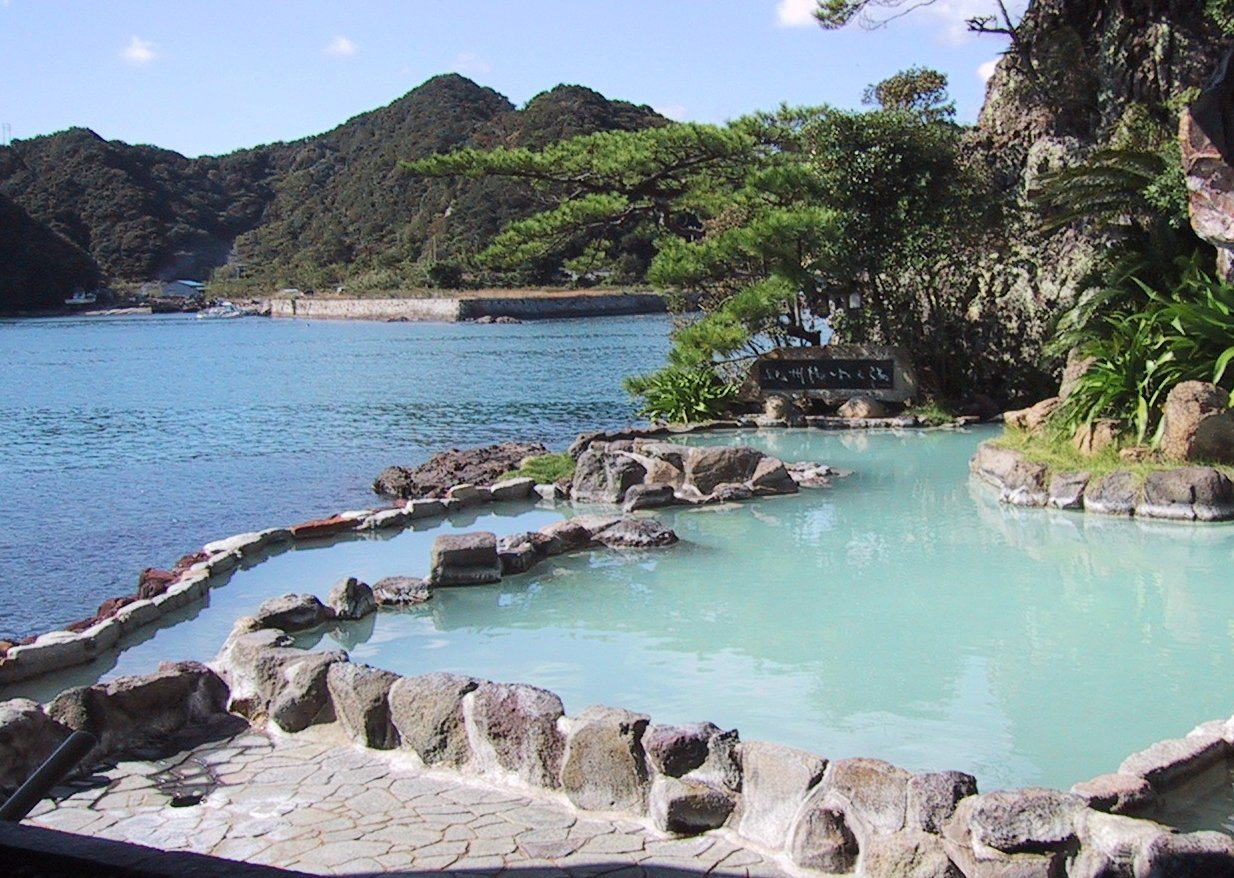
Horký pramen pod širým nebem Nanki-Katsuura v Wakayama Pref
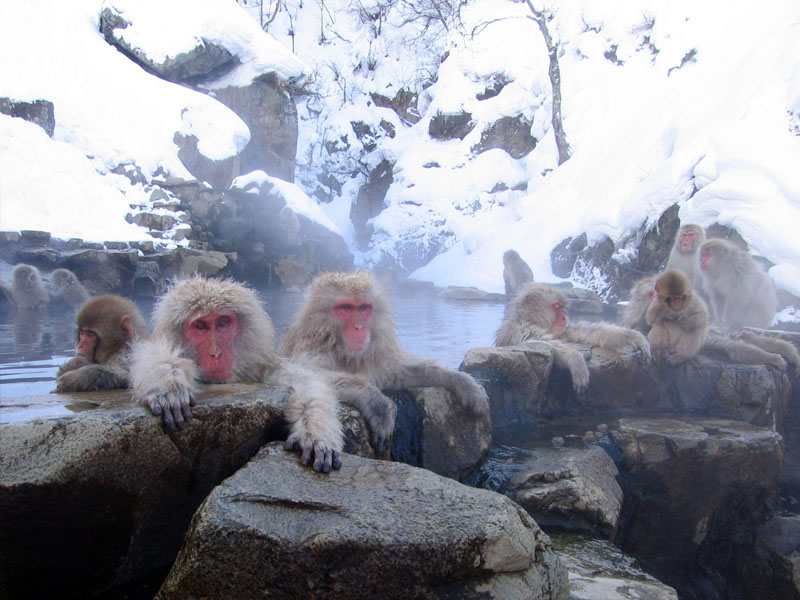
Opice u horkého pramenu
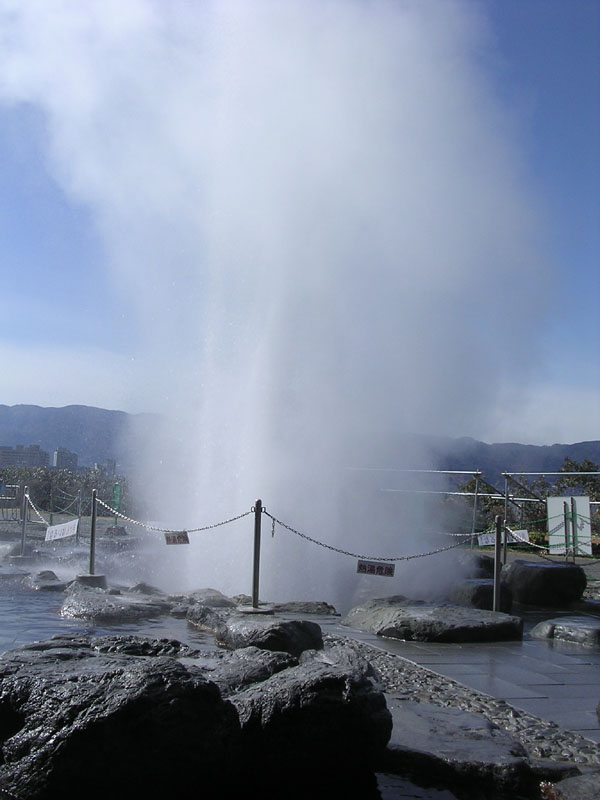
Gejzír Kamisuwa (上諏訪) v oblasti Nagana
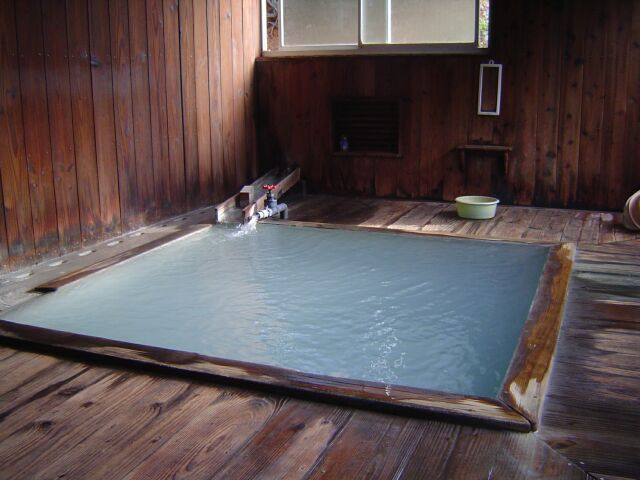
Koupelna využívající termální pramen jako zdroj tepla (Oofuka (大深温泉))